# Mauricio Iturra
Mauricio Alejandro Iturra Méndez (n. Talca, Región del Maule, Chile; 28 de noviembre de 1996) es un futbolista chileno. Juega de mediocampista y su equipo actual es Santiago Morning de la Primera B de Chile.

## Carrera

### Rangers
Iturra debutó como profesional en Rangers, equipo de su ciudad natal (Talca). Ingresó a los 19 minutos del segundo tiempo por Nicolás Rinaldi, en la derrota por 3 a 1 ante Universidad de Concepción el 17 de mayo de 2014. Ante el mismo rival, al mes de debutar, convirtió su primer gol en el fútbol profesional. Convirtió el primero de los 2 que marcó Rangers en un encuentro que terminó empatado.

### Colchagua
En la temporada 2016-17, Iturra es enviado a préstamo a Colchagua, en ese momento participante de la Segunda División. Debutó en la derrota frente a Deportes Santa Cruz, jugado el 10 de septiembre de 2016, ingresando a los 26 minutos del segundo tiempo por Francisco Gaete. En el conjunto de San Fernando, el mediocampista talquino disputó 27 partidos y convirtió 2 goles (a San Antonio Unido y Deportes Pintana).

### Regreso a Rangers
Regresó a Rangers en 2017, pero no tuvo demasiada continuidad. Apenas jugó 8 encuentros en los dos años que estuvo tras su vuelta.

### San Marcos de Arica
Se convirtió en refuerzo de San Marcos de Arica, de la Segunda División. En los Bravos del Morro, jugó apenas 8 partidos.

### Linares Unido
En 2020, Linares Unido contrata a Iturra para el campeonato de Segunda División. En su primer torneo, jugó 16 partidos y convirtió un tanto. Aun así, sufrió el descenso del club a la Tercera División A.
En el segundo año dentro del equipo, el mediocampista disputó los diez encuentros del torneo y marcó dos goles (frente a Provincial Ranco y Lota Schwager).

### Segunda vuelta a Rangers
En 2022 se confirmó la llegada de Iturra a Rangers, en su tercer paso por el club.

## Estadísticas

### Clubes
| Club                        | Div.                | Temporada           | Liga  | Liga  | Copas nacionales | Copas nacionales | Torneos internacionales | Torneos internacionales | Total | Total |
| Club                        | Div.                | Temporada           | Part. | Goles | Part.            | Goles            | Part.                   | Goles                   | Part. | Goles |
| --------------------------- | ------------------- | ------------------- | ----- | ----- | ---------------- | ---------------- | ----------------------- | ----------------------- | ----- | ----- |
| Rangers · Chile             | 2.ª                 | 2014-15             | 19    | 0     | 6                | 1                | —                       | —                       | 25    | 1     |
| Rangers · Chile             | 2.ª                 | 2015-16             | 6     | 0     | 5                | 1                | —                       | —                       | 11    | 1     |
| Colchagua · Chile           | 3.ª                 | 2016-17             | 27    | 2     | —                | —                | —                       | —                       | 27    | 2     |
| Colchagua · Chile           | Total club          | Total club          | 27    | 2     | 0                | 0                | 0                       | 0                       | 27    | 2     |
| Rangers · Chile             | 2.ª                 | 2017                | 5     | 0     | 1                | 0                | —                       | —                       | 6     | 0     |
| Rangers · Chile             | 2.ª                 | 2018                | 2     | 0     | —                | —                | —                       | —                       | 2     | 0     |
| San Marcos de Arica · Chile | 3.ª                 | 2019                | 8     | 0     | 1                | 0                | —                       | —                       | 9     | 0     |
| San Marcos de Arica · Chile | Total club          | Total club          | 8     | 0     | 1                | 0                | 0                       | 0                       | 9     | 0     |
| Linares Unido · Chile       | 3.ª                 | 2020                | 16    | 1     | —                | —                | —                       | —                       | 16    | 1     |
| Linares Unido · Chile       | 4.ª                 | 2021                | 10    | 2     | —                | —                | —                       | —                       | 10    | 2     |
| Linares Unido · Chile       | Total club          | Total club          | 26    | 3     | 0                | 0                | 0                       | 0                       | 26    | 3     |
| Rangers · Chile             | 2.ª                 | 2022                | 0     | 0     | —                | —                | —                       | —                       | 0     | 0     |
| Rangers · Chile             | 2.ª                 | 2023                | 0     | 0     | —                | —                | —                       | —                       | 0     | 0     |
| Rangers · Chile             | Total club          | Total club          | 32    | 0     | 12               | 2                | 0                       | 0                       | 44    | 2     |
| Total en su carrera         | Total en su carrera | Total en su carrera | 93    | 5     | 13               | 2                | 0                       | 0                       | 106   | 7     |
| 1. 2.                       |                     |                     |       |       |                  |                  |                         |                         |       |       |